# Christian Neureuther
Pour les articles homonymes, voir Neureuther.
Christian Neureuther, né le 28 avril 1949 à Garmisch-Partenkirchen, est un skieur alpin allemand. Il est le père du skieur alpin allemand Felix Neureuther et l'époux de la skieuse allemande Rosi Mittermaier.

## Coupe du monde
- Meilleur résultat au classement général : 4e en 1973
  - 6 victoires : 6 slaloms

### Saison par saison
- Coupe du monde 1970 :
  - Classement général : 30e
- Coupe du monde 1971 :
  - Classement général : 8e
- Coupe du monde 1972 :
  - Classement général : 32e
- Coupe du monde 1973 :
  - Classement général : 4e
    - 2 victoires en slalom : Wengen et Megève
- Coupe du monde 1974 :
  - Classement général : 9e
    - 2 victoires en slalom : Garmisch (Arlberg-Kandahar) et Wengen
- Coupe du monde 1975 :
  - Classement général : 21e
- Coupe du monde 1976 :
  - Classement général : 26e
- Coupe du monde 1977 :
  - Classement général : 28e
- Coupe du monde 1978 :
  - Classement général : 34e
- Coupe du monde 1979 :
  - Classement général : 14e
    - 2 victoires en slalom : Crans Montana I et Kitzbühel
- Coupe du monde 1980 :
  - Classement général : 16e
- Coupe du monde 1981 :
  - Classement général : 73e

## Arlberg-Kandahar
- Vainqueur du slalom 1974 à Garmisch